# HD 79447
HD 79447, eller i Carinae, är en blåvit stjärna i huvudserien i stjärnbilden Kölen.
Stjärnan har visuell magnitud +3,94 och väl synlig vid normal seeing. Den befinner sig på ett avstånd av ungefär 545 ljusår.